# Giovanni Francesco Marazzani Visconti
Giovanni Francesco Marazzani Visconti (Piacenza, 11 agosto 1755 – Roma, 18 febbraio 1829) è stato un cardinale italiano.

## Biografia
Nacque a Piacenza l'11 agosto 1755.
Figlio del conte Antonio Camillo Marazzani Visconti, conte di Paderna e di Villa del Riglio, signore di Montanaro, signore di Valconasso, Patrizio di Piacenza 
e di Costanza Terzi, contessa del Sacro Romano Impero e di Kolinitz, dei conti di Sissa e di Belvedere, dei marchesi di Contignaco.
Fu creato cardinale in pectore da papa Leone XII nel concistoro del 2 ottobre 1826 e pubblicato dallo stesso pontefice nel concistoro del 15 dicembre 1828.
Morì il 18 febbraio 1829 all'età di 73 anni.